# 大町新堰発電所

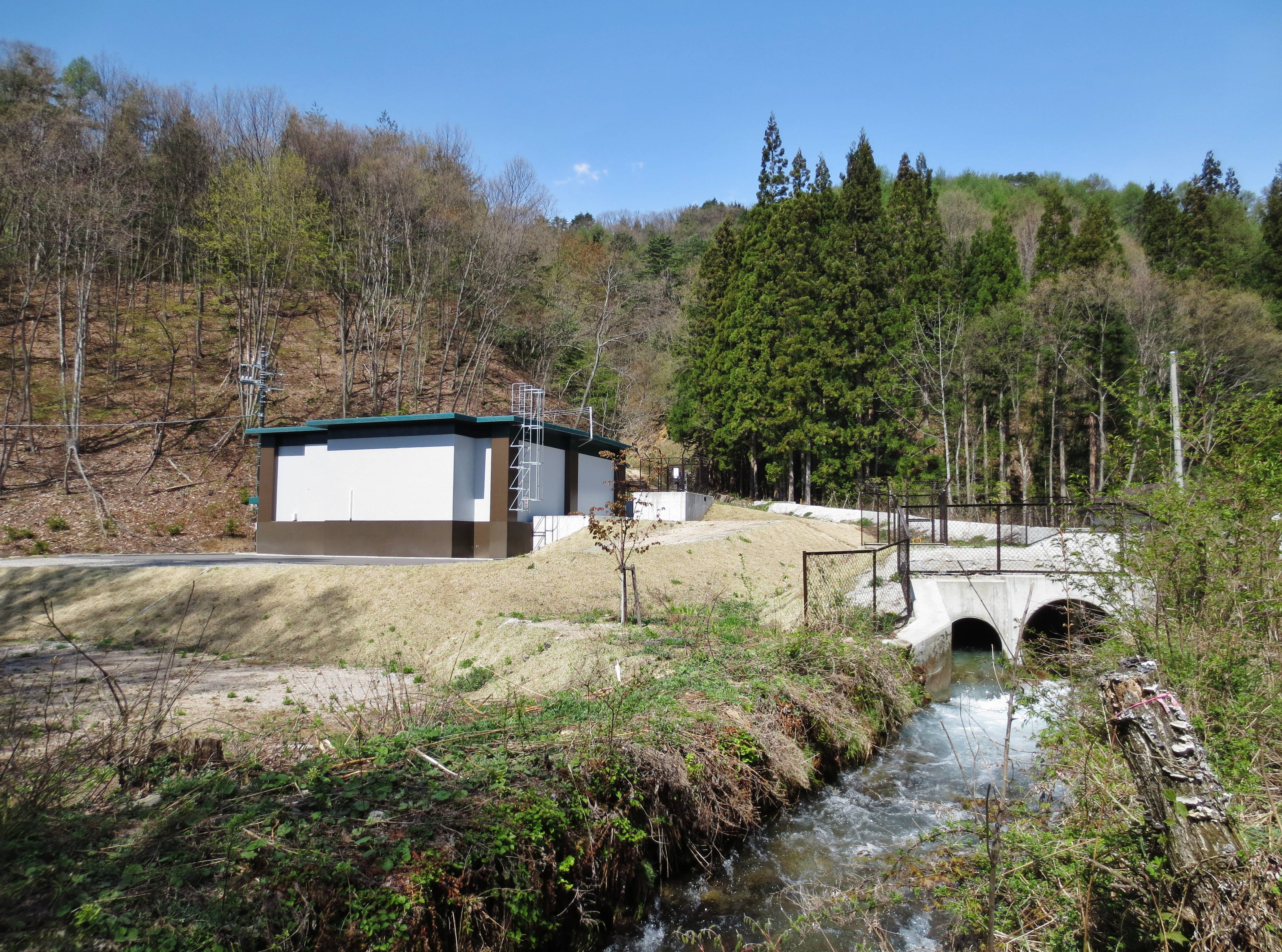
大町新堰発電所

大町新堰発電所（おおまちしんせぎはつでんしょ）は、長野県大町市大町温泉郷にある東京電力リニューアブルパワーの小水力発電施設。最大出力1000kWで、2012年5月15日稼働開始。

## 発電所の概要
篭川から取水した農業用水路である大町新堰の水を引いて、114メートルの落差を利用して発電する。

## 高瀬川水系
東京電力松本電力所管内では、30か所目の発電所であり、高瀬川水系では27年ぶり6か所目の水力発電所新設である。

## ギャラリー

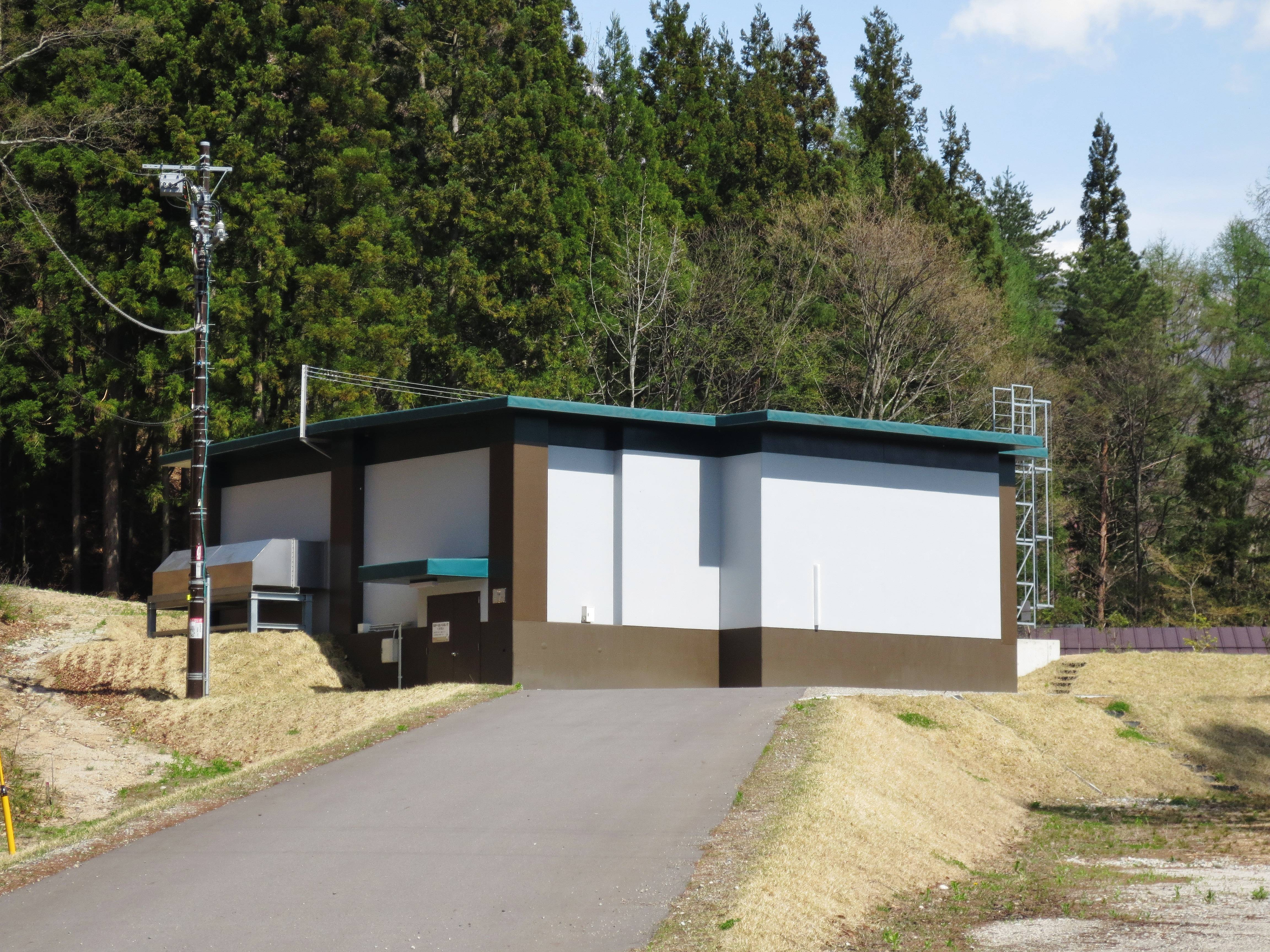
発電所建屋
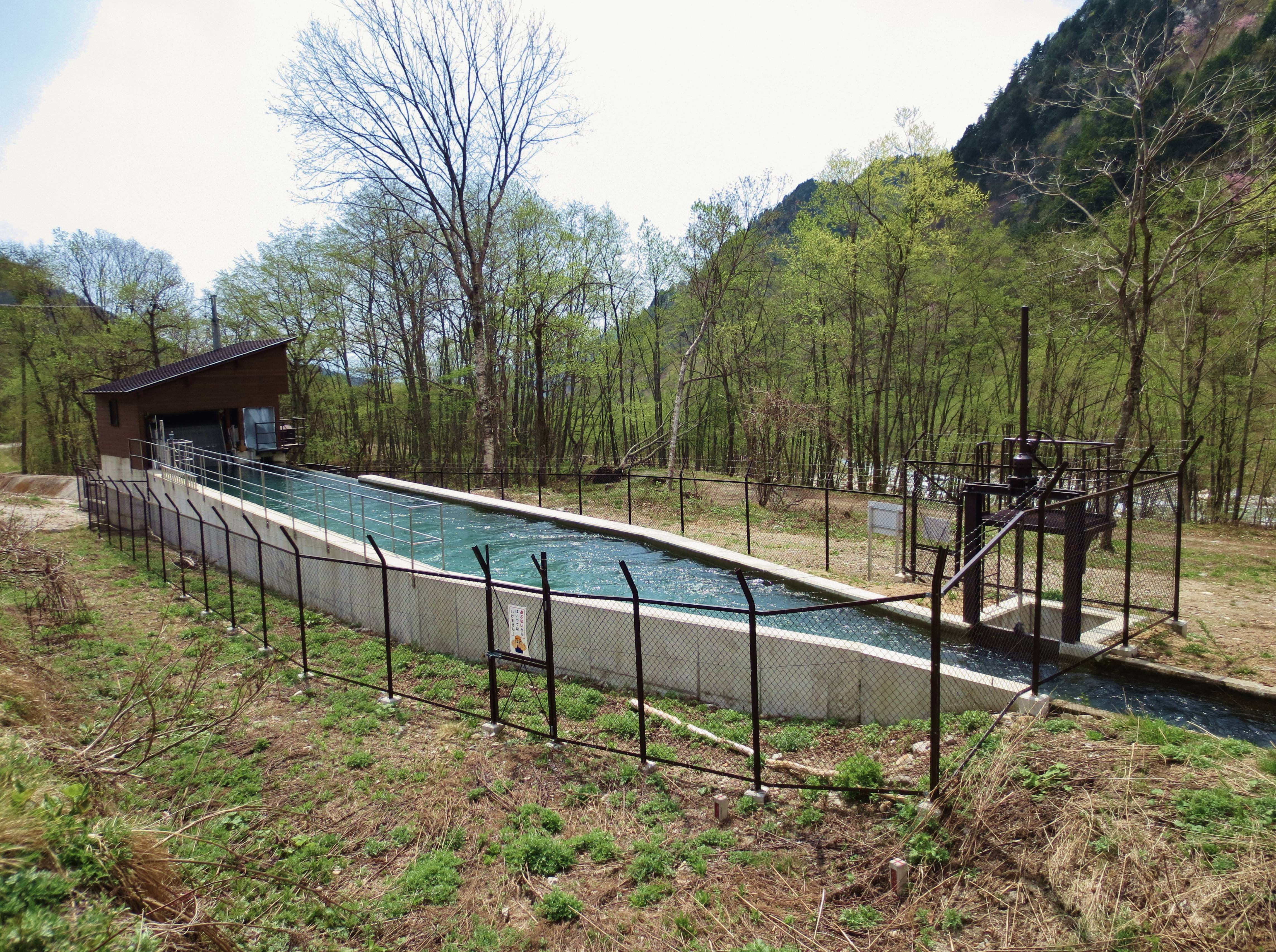
取水槽兼沈砂池
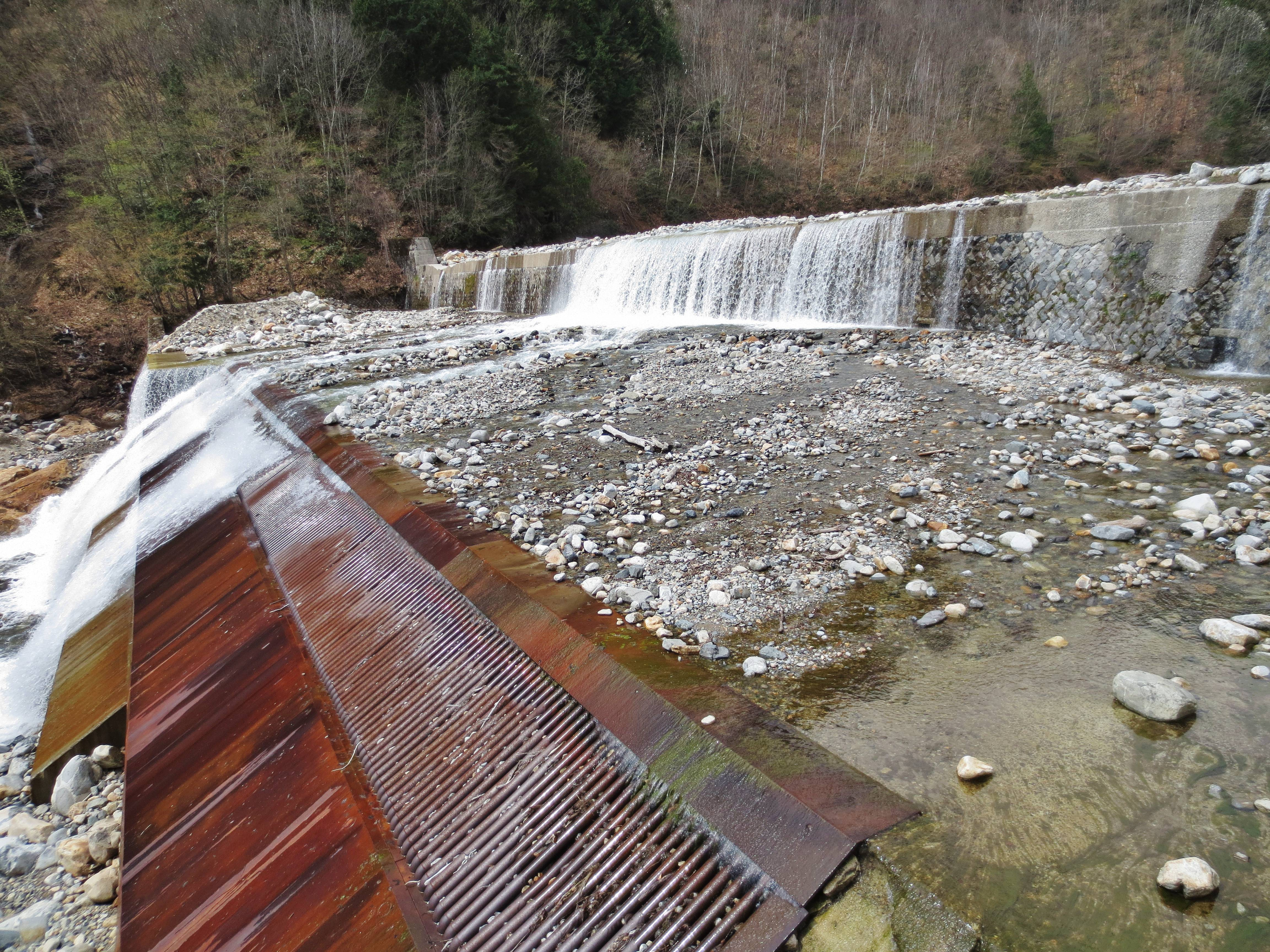
寄沢頭首工

## 参考資料
- 信濃毎日新聞2012年6月21日号23面